# Phyle orthogonia
Phyle orthogonia là một loài bướm đêm trong họ Geometridae.